# Guéville
La Guéville est une petite rivière qui coule dans les départements des Yvelines et d'Eure-et-Loir en France et un sous-affluent de la Seine, par la Drouette et l'Eure.

## Géographie
La Guéville, qui prend sa source dans le parc du château de Rambouillet, est un affluent de rive droite de la Drouette (elle-même affluent de l'Eure). Long de 17,2 kilomètres, son cours est orienté nord-est - sud-ouest. Il alimente à son origine la « rivière anglaise » dans le jardin anglais du parc de Rambouillet, où se trouve notamment la « chaumière aux coquillages ». Il entre dans la commune de Gazeran au hameau de Guéville, puis est ponctué par plusieurs étangs créés par des retenues artificielles, notamment dans le parc du château de Voisins (Saint-Hilarion). Son altitude varie de 143 mètres à Rambouillet à 114 mètres à Épernon, soit une pente moyenne de 1,75 m/km.

## Communes traversées
La rivière traverse cinq communes, trois dans le sud-ouest des Yvelines : Rambouillet, Gazeran et Saint-Hilarion, et deux en Eure-et-Loir : Droue-sur-Drouette et Épernon où elle rejoint la Drouette. Le cours de la rivière marque la limite sur quelques kilomètres entre les communes de Saint-Hilarion et de Droue-sur-Drouette (qui est aussi une limite interdépartementale).

## Affluent
Elle est alimentée au nord de Rambouillet par le ru du Moulinet, émissaire de l'étang du Moulin situé dans la forêt de Rambouillet.

## Aménagements
De nombreux moulins et lavoirs s'échelonnaient le long de la rivière. La vallée de la Guéville est suivie par deux axes de communication : la route départementale D 906 qui relie Rambouillet à Épernon et la ligne Paris-Chartres à partir de Gazeran. Un sentier de petite randonnée permet de suivre le cours de la rivière d'assez près.  

## Organisme gestionnaire
La gestion et l'entretien de la Guéville sont assurés par un syndicat intercommunal, le «Syndicat mixte des trois rivières» (Drouette, Guéville et Guesle) qui réunit le syndicat de la Drouette (5 communes adhérentes en Eure-et-Loir), le syndicat de Gazeran (11 communes) et le SIVOM de Rambouillet (4 communes).

## Hydronyme
Le cinéaste Yves Robert et son épouse, l'actrice Danièle Delorme, ont créé une maison de production cinématographique du nom de La Guéville.